# Óscar Tabárez
Óscar Washington Tabárez Silva, zwany El Maestro (ur. 3 marca 1947 w Montevideo) – urugwajski piłkarz i trener piłkarski, w czasie kariery zawodniczej występujący na pozycji obrońcy.
Pracę szkoleniową rozpoczął na początku lat 80., najpierw jako trener młodzieży, a później drużyn seniorskich z ligi urugwajskiej. W kolejnej dekadzie wyjechał z kraju: początkowo do Argentyny, a następnie do Europy. Pracował w klubach hiszpańskich i włoskich, w tym w A.C. Milanie. Jednak jego osiągnięcia z tego czasu są niewielkie; pod względem liczby zdobytych trofeów znacznie lepiej wiodło mu się w Ameryce Południowej.
Od 2006 jest po raz drugi – wcześniej w latach 1988–1990 – selekcjonerem reprezentacji Urugwaju. Pod jego opieką po wielu dekadach słabszych występów Urugwajczycy powrócili do światowej czołówki, zdobywając kolejno IV miejsce na Mundialu 2010, Copa América 2011 i półfinał na Copa América 2007 oraz IV miejsce w Pucharze Konfederacji 2013. Za jego kadencji drużyna narodowa zajęła trzecie miejsce w rankingu FIFA (kwiecień 2012); nigdy wcześniej nie była tak wysoko.
W rankingu IFFHS na najlepszego trenera drużyny narodowej na świecie w 2010 i 2011 zajął odpowiednio 4. i – jako pierwszy Urugwajczyk w historii – 1. miejsce, z kolei w podobnym zestawieniu dziennika El País na najlepszego szkoleniowca z Ameryki Południowej dwukrotnie – także w latach 2010–2011 – był pierwszy.

## Kariera piłkarska
Przez jedenaście lat był zawodnikiem klubów urugwajskich (głównie z drugiej ligi), przez sezon występował także w Meksyku. Ani razu nie zagrał w reprezentacji Urugwaju.

## Kariera szkoleniowa

### 1980–1990: pierwsze lata pracy szkoleniowej w Urugwaju
Pracę szkoleniową rozpoczął w CA Bella Vista, czyli klubie, w którym zakończył karierę piłkarską. Przez pierwsze lata związany był z futbolem młodzieżowym, najpierw jako trener juniorów w Bella Vista, a następnie jako selekcjoner reprezentacji U-20. Z tą ostatnią wziął udział w igrzyskach panamerykańskich w 1983. Po zwycięstwie nad rówieśnikami z Wenezueli, Bermudów, Gwatemali i Brazylii podopieczni Tabáreza (wśród których znajdował się m.in. przyszły selekcjoner kadry Víctor Púa) po raz pierwszy w historii wygrali w rozgrywkach piłkarskich tych igrzysk.
W 1984 Tabárez rozpoczął pracę w futbolu seniorskim. Z sukcesami prowadził Danubio FC (4. miejsce w pierwszej lidze w sezonie 1984), Montevideo Wanderers (wicemistrzostwo kraju w sezonie 1985) oraz C.A. Peñarol, z którym w 1987 zdobył Copa Libertadores, najważniejsze trofeum w klubowym futbolu w Ameryce Południowej. W drodze do tego triumfu jego podopieczni pokonali m.in. obrońcę pucharu River Plate i w finale Amérikę Cali. Osiągnięcia w piłce klubowej sprawiły, że w 1988 w wieku czterdziestu jeden lat został selekcjonerem reprezentacji Urugwaju.
W ciągu dwu lat pracy awansował z nią do Mundialu 1990 oraz – po porażce w finale z Brazylią – doprowadził do II miejsca na Copa América 1989. W eliminacjach do mistrzostw świata Urugwajczycy wygrali z Boliwią i Peru, a tuż przed rozpoczęciem mundialu w spotkaniach towarzyskich zremisowali z Niemcami (3:3) i ograli Anglików w Londynie (2:1). Obserwatorzy podkreślali, że selekcjoner zrezygnował ze sztywnej taktyki na rzecz większego luzu i improwizacji, dzięki czemu gra jego piłkarzy była znacznie bardziej efektowna niż poprzednio. Jednak na samym turnieju drużyna, w której grali wtedy m.in. Hugo de León, Enzo Francescoli, Daniel Fonseca i Rubén Sosa, zanotowała tylko jedno zwycięstwo – z Koreą Południową. Dzięki bezbramkowemu remisowi z Hiszpanią w innym meczu grupowym awansowała do 1/8 finału, gdzie przegrała 0:2 z gospodarzami mistrzostw Włochami. Po latach Tabárez stwierdził, że przyczyną słabego występu na mundialu było zbyt długie zgrupowanie w Europie, w czasie którego piłkarze nie mieli kontaktu z rodziną i bliskimi.

### 1991–2002: w Argentynie i w Europie (Włochy i Hiszpania)
Przez całe lata 90. pracował poza granicami Urugwaju. Po mistrzostwach świata otrzymał zatrudnienie w argentyńskim Boca Juniors, który w tamtym okresie nie odnosił sukcesów. Drużyna prowadzona przez Tabáreza, w której wówczas grał m.in. bramkostrzelny napastnik Sergio Martínez, w sezonie 1992–1993 po ponad dziesięcioletniej przerwie zdobyła mistrzostwo kraju. Mimo braku osiągnięć w rozgrywkach międzynarodowych, Urugwajczyk przepracował w klubie ze stolicy Argentyny prawie dwa lata.
| „W Europie nie osiągnął nic. Włosi wspominają go jako intelektualistę gawędziarza, który w latach 90. opowiadał im o filozofii i historii, cytował poezję, ujmował delikatnością. Z prowincjonalnym Calgiari osiągał niezłe wyniki, w potężnym Milanie poniósł klęskę.”–dziennikarz Rafał Stec |

Drugą połowę dekady spędził w Europie. Latem 1994 zastąpił Bruno Giorgiego na stanowisku trenera grającego w Serie A Cagliari Calcio. Swój pierwszy sezon w lidze włoskiej Tabárez zakończył na dziewiątym miejscu, przy czym zanotował kilka dobrych wyników z rywalami znacznie wyżej rozstawionymi: 3:0 z przyszłym mistrzem kraju Juventusem, remis (1:1) i zwycięstwo (2:1) z Interem Mediolan oraz dwukrotnie 1:1 w meczach z A.C. Milanem. Korzystne rezultaty z silnymi przeciwnikami stały się przepustką do pracy w AC Milanie, gdzie Urugwajczyk latem 1996 zmienił Fabia Capella. Dziennikarze tłumaczyli decyzję prezesów klubu o zatrudnieniu Tabáreza także swoistą „modą” na Amerykę Południową we Włoszech: w tym samym czasie trenerem AS Roma został Argentyńczyk Carlos Bianchi, a piłkarzem AC Fiorentina jego rodak Gabriel Batistuta.
W Milanie Tabárez pracował m.in. z Paolo Maldinim, Franco Baresim, Marcelem Desaillym, Roberto Baggio, Edgarem Davidsem i Christophe’em Dugarrym. Jednak mimo wielu znanych nazwisk klub na koniec sezonu zajął dopiero jedenaste miejsce w lidze. Trener został zwolniony już w połowie sezonu, po dwudziestu dwu meczach, kiedy zespół zajmował dziewiątą lokatę i odpadł z Pucharu Włoch, podobnie jak z Ligi Mistrzów, gdzie zakończył rozgrywki już na fazie grupowej m.in. po porażkach z FC Porto (2:3) i IFK Göteborg (1:2). Prezes Silvio Berlusconi zatrudnił na jego miejsce byłego selekcjonera reprezentacji Włoch Arriga Sacchiego. Zdaniem komentatorów główną przyczyną porażki Tabáreza w Milanie był jego przesadnie ugodowy charakter i brak autorytetu wśród klubowych gwiazd.
Niepowodzeniem zakończyły się także kolejne przygody w europejskich klubach: Real Oviedo udało mu się uratować przed degradacją z Primera División dopiero w barażach (4:3 z UD Las Palmas), a po powrocie do Cagliari Calcio przetrwał jedynie cztery ligowe mecze, z których nie wygrał żadnego. Na koniec sezonu drużyna spadła z Serie A.
Po tych doświadczeniach Tabárez znacznie ograniczył swoją aktywność. W pierwszych latach XXI wieku pracował jedynie w dwu klubach z Argentyny (w obu spędził kilka miesięcy), CA Vélez Sarsfield i Boca Juniors. Po rozstaniu z tym drugim w 2002 na cztery lata całkowicie wycofał się z futbolu.

### Od 2006: powrót do kraju i reprezentacji
Do wielkiej piłki powrócił w 2006, kiedy zastąpił Jorge Fossatiego na stanowisku selekcjonera Urugwaju. Pierwszym wyzwaniem nowego trenera był start na Copa América 2007. W inauguracyjnym meczu jego podopieczni ulegli 0:3 Peru, jednak w kolejnych ograli m.in. Boliwię, gospodarza turnieju Wenezuelę, a w półfinale dopiero po rzutach karnych przegrali z późniejszym triumfatorem Brazylią. Ostatecznie zajęli czwarte miejsce.
Jeszcze większe problemy mieli Urugwajczycy w eliminacjach do Mundialu 2010. Tabárez eksperymentował z ustawieniem i składem, długo nie mógł się zdecydować, kto będzie pierwszym bramkarzem (podziękował numerowi jeden Fabiánowi Cariniemu), a dotychczasowi liderzy kadry, jak Walter Gargano i Sebastián Abreu, musieli coraz częściej ustępować miejsca młodszym graczom. W efekcie w kwalifikacjach Urugwajczycy zajęli dopiero piątą lokatę i o miejsce na mundialu musieli walczyć w barażach z Kostaryką. Wygrali je (1:0 i 1:1) i po raz pierwszy od 2002 zagrali na mistrzostwach świata.
| Reprezentacja Urugwaju w rankingu FIFA |      |      |      |      |      |      |      |
| /                                      | 2006 | 2007 | 2008 | 2009 | 2010 | 2011 | 2012 |
| I                                      | -    | 30   | 28   | 23   | 20   | 7    | 4    |
| II                                     | -    | 24   | 30   | 22   | 21   | 7    | 4    |
| III                                    | -    | 26   | 29   | 21   | 18   | 7    | 4    |
| IV                                     | -    | 23   | 27   | 16   | 18   | 7    | 3    |
| V                                      | 22   | 23   | 28   | 16   | 16   | 7    |      |
| VI                                     | 22   | 30   | 26   | 17   | 16   | 18   |      |
| VII                                    | 14   | 19   | 22   | 20   | 6    | 5    |      |
| VIII                                   | 14   | 21   | 24   | 21   | 6    | 5    |      |
| IX                                     | 15   | 19   | 22   | 28   | 7    | 4    |      |
| X                                      | 17   | 17   | 20   | 25   | 7    | 4    |      |
| XI                                     | 29   | 27   | 23   | 19   | 7    | 4    |      |
| XII                                    | 29   | 28   | 23   | 20   | 7    | 4    |      |

W RPA podopieczni Tabárez doszli aż do półfinału, znacznie dalej niż faworyci imprezy Brazylijczycy i Argentyńczycy; po drodze zwyciężyli reprezentację gospodarzy (3:0), Meksyk (1:0), Koreę Południową (2:1), Ghanę (1:1, k. 4:2), a w ostatniej fazie turnieju stoczyli efektowne pojedynki z zespołami europejskimi, Holendrami i Niemcami (oba przegrane 2:3). Występ na Mundialu 2010 był najlepszy od 1970, kiedy Urugwajczycy również otarli się o finał turnieju. Dodatkowo lider kadry Diego Forlán otrzymał nagrodę dla najlepszego zawodnika mistrzostw, a sam Tabárez przez niektórych dziennikarzy uznany został za najlepszego selekcjonera turnieju.
Rok później Tabárez poprowadził swoich podopiecznych na Copa América 2011. Nie zmienił znacząco reprezentacji; do Argentyny pojechało aż dwudziestu uczestników mundialu. W rozgrywkach grupowych rywalami Urugwajczyków były zespoły Peru, Chile i Meksyku. Podopieczni Tabáreza zakończyli rozgrywki na drugim miejscu; zdobyli pięć punktów po dwu remisach (po 1:1 z Peru i Chile) oraz jednym zwycięstwie (1:0 z Meksykiem). W ćwierćfinale Urugwajczycy zmierzyli się z gospodarzami turnieju, Argentyńczycy. Ich trener, Sergio Batista, zdołał namówić do gry na Copa América największe gwiazdy zespołu, dzięki czemu jego podopieczni byli uważani za faworytów imprezy. Wynik meczu – nazywanego przez dziennikarzy „przedwczesnym finałem” – został rozstrzygnięty dopiero w rzutach karnych: Urugwajczycy wygrali 1:1 (5:4), a ich bramkarz, Fernando Muslera, obronił jedną jedenastkę, wykonywaną przez Carlosa Téveza. Dzięki temu podopieczni Tabáreza piąty raz z rzędu awansowali do półfinału Copa América.
W półfinale Urugwajczycy zmierzyli się z drużyną Peru, z którą grali już w grupie. Startowali z pozycji faworyta nie tylko tego spotkania, ale i całego turnieju, bo w ćwierćfinałach odpadły Argentyna, Brazylia, Chile i Kolumbia. Po dwu golach Luisa Suáreza, strzelonych w przeciągu pięciu minut, wygrali 2:0 i po raz pierwszy od 1999 zagrali w finale Copa América. W ostatnim meczu turnieju pokonali 3:0 Paragwaj. Tym samym wysunęli się na czoło listy drużyn, które zwyciężyły w rozgrywkach o mistrzostwo Ameryki Południowej.
W tym samym czasie znaczące osiągnięcia zanotowały reprezentacje juniorska i młodzieżowa Urugwaju: pierwsza zdobyła wicemistrzostwo świata, druga zaś zakwalifikowała się do mistrzostw świata i Igrzysk Olimpijskich (jako jedyna oprócz Brazylii z Ameryki Południowej). W Urugwaju wszystkie – a nie tylko seniorska – drużyny narodowe grają i trenują według koncepcji Tabáreza.
Drużyna prowadzona przez Tabareza w 2014 roku ponownie zakwalifikowała się na mundial w Brazylii. Urugwaj trafił do grupy C. Po wygranej 2:1 z Anglią, 1:0 z Włochami oraz po porażce z Kostaryką, zespół z dorobkiem 6 punktów zajął 2. miejsce w grupie, co zapewniło mu awans do rundy finałowej. W 1/8 finał reprezentacja Urugwaju zmierzyła się z Kolumbią. Mecz zakończył się porażką 0:2.
28 marca 2020 roku został zwolniony ze stanowiska, gdy urugwajska federacja piłkarska zdecydowała o zwolnieniu ponad 400 pracowników w związku z panującą pandemią COVID-19.

## Sukcesy szkoleniowe
- reprezentacja Urugwaju U-20

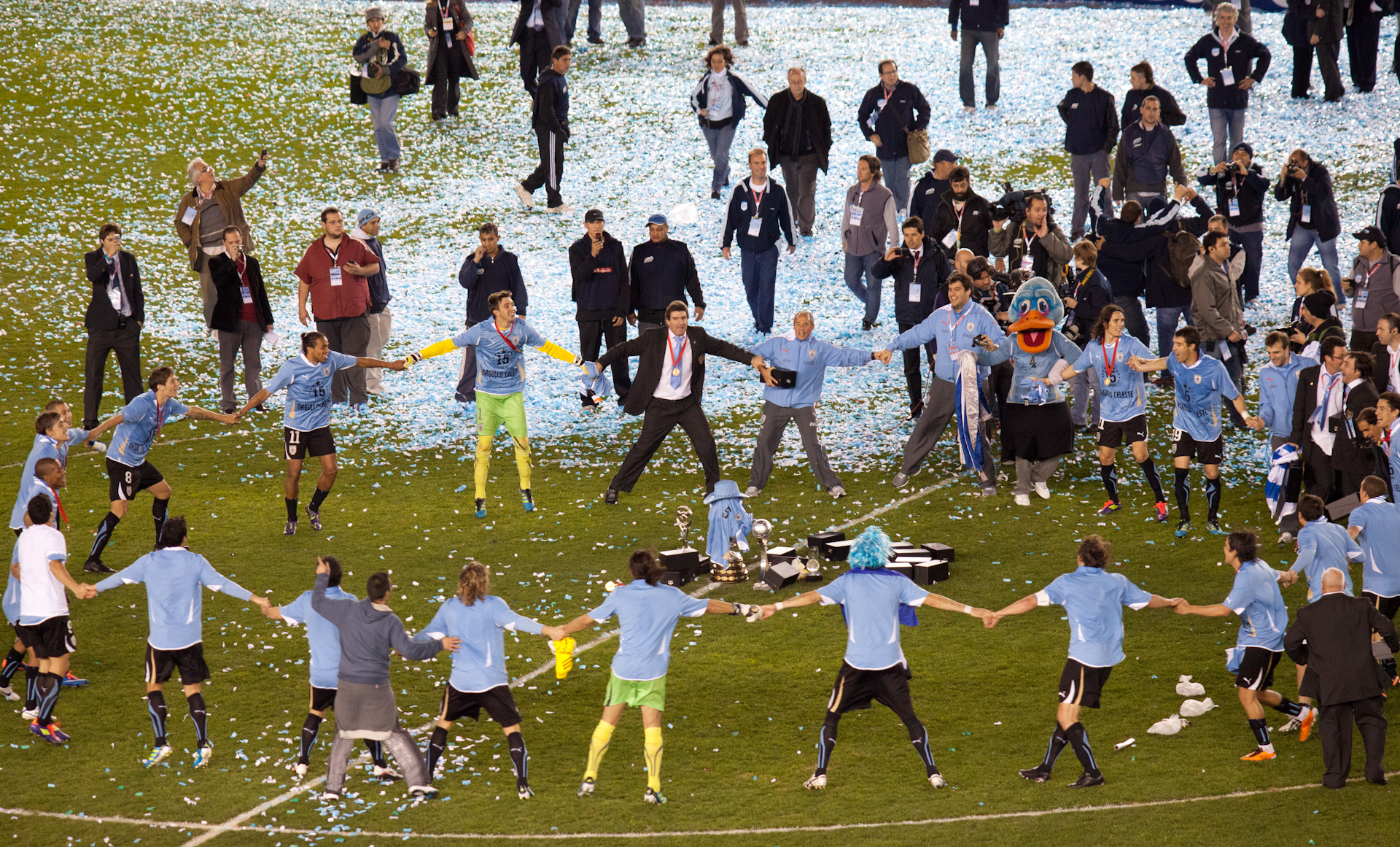
Piłkarze Urugwaju świętujący zwycięstwo w CA 2011

  - I miejsce w rozgrywkach piłkarskich na igrzyskach panamerykańskich 1983
- Montevideo Wanderers
  - wicemistrzostwo Urugwaju 1985
- Club Atlético Peñarol
  - Copa Libertadores 1987
- Boca Juniors
  - mistrzostwo Argentyny 1993
- reprezentacja Urugwaju:
  - awans do Mundialu 1990 i start w tym turnieju (1/8 finału)
  - awans do Mundialu 2010 i start w tym turnieju (IV miejsce)
  - II miejsce w Copa América 1989
  - IV miejsce w Copa América 2007
  - zwycięstwo w Copa América 2011
  - IV miejsce w Pucharze Konfederacji 2013
- Indywidualnie:
  - Trener roku 2010 i 2011 Ameryki Południowej plebiscytu El País
  - Selekcjoner roku 2011 na świecie według Międzynarodowej Federacji Historyków i Statystyków Futbolu

## Życie prywatne
- Tabárez nigdy nie ukrywał fascynacji Che Guevarą; swoją córkę nazwał Tania na cześć towarzyszki życia legendarnego rewolucjonisty[18].